# Paka, Vitanje
Paka este o localitate din comuna Vitanje, Slovenia, cu o populație de 252 de locuitori.